# Af Petersens
Slægten af Petersens er en svensk adelsslægt, der nedstammer fra forretningsmanden Herman Petersen (1713-1765), hvis børn blev adlet i 1770 på grund af faderens arbejdsfortjenester og som i 1776 blev optaget i Ridderordenen som nummer 2071. Slægten kommer oprindeligt fra byen Stettin, der dengang lå i Pommern, og fra Holsten.
Blandt Herman Petersens forfædre finder man bryggeren og Lübeck-borgeren Hans Petersen (død 1677), som er den ældst kendte stamfader. Hans søn, Wolter Petersen (1647-1710), blev købmand i Stockholm og var bedstefar til Herman Petersen, der var grosserer i Stockholm og direktør i Svenska Ostindiska Companiet.
Den 31. december 2014 var 106 personer med efternavnet af Petersens bosiddende i Sverige.

## Beskrivelse af våbenskjoldet
| Citat | Et skjold af guld, belagt på siden af kanterne med et blåt kors, som i bredden svarer til en tredjedel af skjoldet. I korsets hjerte er der en musling af guld, ledsaget på naturlig vis af to højrevendte bjørnehoveder med røde bånd fastspændt over snuderne, én på hver side, desuden to sølvskjolde foroven og forneden med fod og overstykke. På skjoldet ses en åben tårnhjelm, hvorpå der vokser et guldaks med to snoede blå slanger mellem to udslåede blå vinger. Hjelmkransen er snoet i guld og blåt, og skjoldets omgivende løvværk er snoet skiftevis blåt og gyldent. Fuldstændig som dette våbenskjold med sine rette og ejendommelige farver, findes [...] | Citat |
| [ 6 ] | |       |

## Personer med efternavnetaf Petersens
- Johan August af Petersens (1806–1867), militærmand og politiker
- Johanna Maria af Petersens (1760–1838), oldfrue
- Gustaf af Petersens (1842–1933), jurist, industribaron og politikere
- Herman Magnus af Petersens (1842–1903), hofjægermester
- August af Petersens (1844–1936), militærmand
- Carl af Petersens (1851–1925), overbibliotekar
- Ludvig af Petersens (1865–1947), militærmand
- Hedvig af Petersens (1875–1961), journalist
- Frank af Petersens (1877–1944), jægermester
- Gösta af Petersens (1910–1969), ambassadør
- Lennart af Petersens (1913–2004), fotograf
- Fabian af Petersens (født 1944), journalist
- Magnus af Petersens (født 1966), kunstkurator

## Slægtsboliger
- Erstavik
- Petersenska huset